# Escola de Kyoto

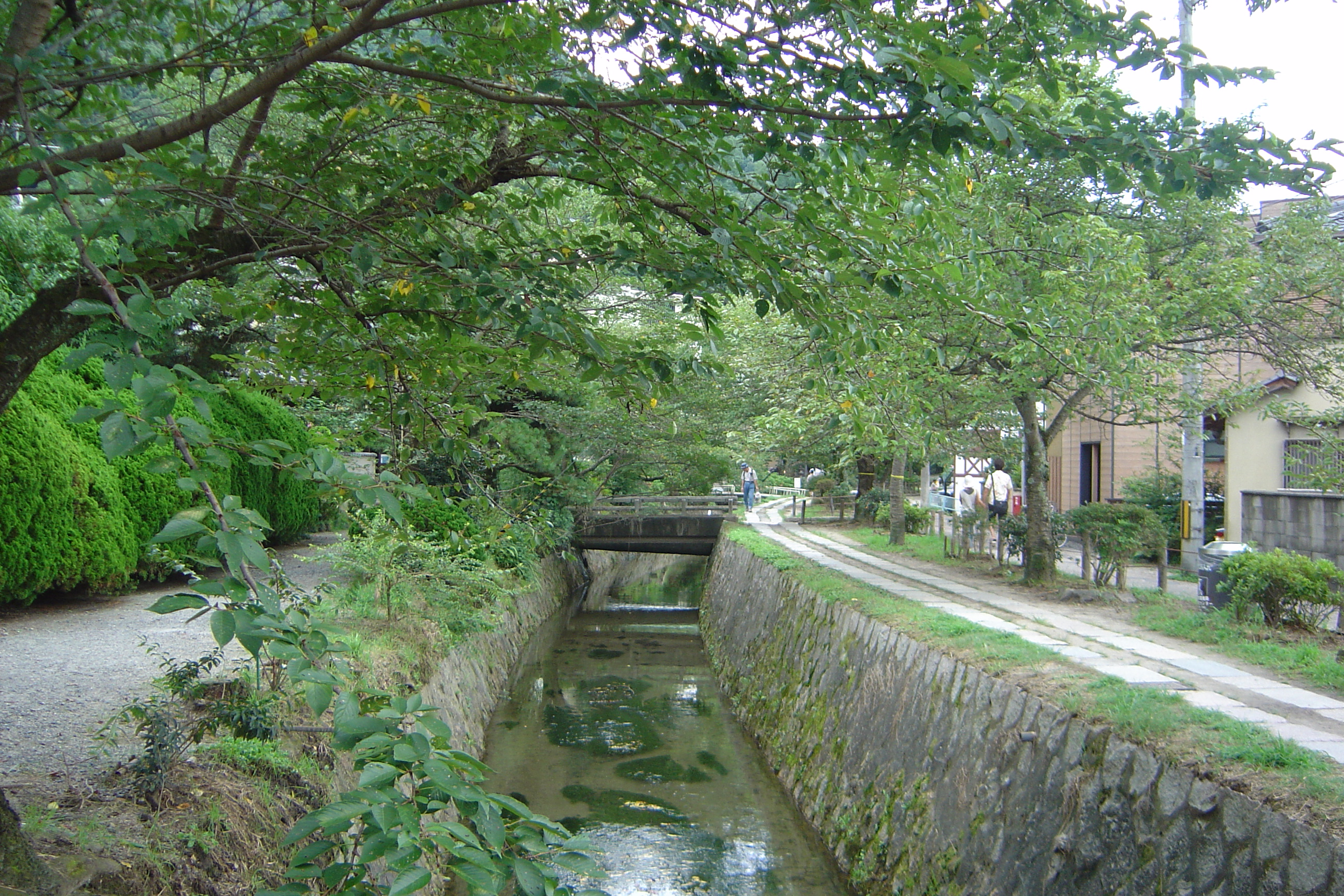
Caminhada do Filósofo, local de reunião entre os filósofos da Escola de Kyoto.

A Escola de Kyoto (京都学派 Kyōto-gakuha) é o movimento filosófico japonês centrado na Universidade de Kyoto que assimilou a filosofia ocidental e suas ideias religiosas e as usou para reformular os insights religiosos e morais da tradição cultural do Leste Asiático. No entanto, o termo também é usado para descrever estudiosos do pós-guerra que lecionaram na mesma universidade, foram influenciados pelos pensadores fundamentais da filosofia da escola de Kyoto, e que desenvolveram teorias distintas da singularidade japonesa.
A Escola de Kyoto, não é uma "escola" de filosofia no sentido tradicional como a Escola de Frankfurt ou a Academia de Platão. Em vez disso, caracteriza-se por um grupo de acadêmicos se reunia em torno da Universidade de Kyoto como um local de encontro. Seu fundador, Kitarō Nishida, encorajou firmemente o pensamento independente. Segundo James Heisig, o nome "Escola de Kyoto" foi usado pela primeira vez em 1932 por um estudante de Nishida e Hajime Tanabe. A maioria dos membros foi fortemente influenciada pela tradição filosófica alemã, especialmente pelo pensamento de Kant, Hegel, Nietzsche e Heidegger.
Embora o trabalho da Escola de Kyoto não fosse expressamente religioso, foi significativamente influenciado por ele. Por exemplo, Tanabe e Keiji Nishitani escreveram sobre o cristianismo e o budismo e identificaram elementos comuns entre as religiões. Por essa razão, alguns estudiosos classificam os produtos intelectuais da escola como "filosofia religiosa".